# Парламентські вибори в Хорватії 2015
Парламентські вибори в Хорватії 2015 відбулися в неділю 8 листопада 2015. Було переобрано всіх 151 депутата парламенту. Ці парламентські вибори стали 8-ми від часу перших багатопартійних виборів у Хорватії і першими, відколи Хорватія вступила в Євросоюз у 2013 році.
Правляча лівоцентристська коаліція «Хорватія росте», очолювана прем'єр-міністром Зораном Мілановичем, протистояла на виборах правоцентристській Патріотичній коаліції, утвореній Хорватською демократичною співдружністю, на чолі з головою цієї партії Томіславом Карамарком, а також зіштовхнулася з кількома новими політичними коаліціями. 
Попередні результати вказують на те, що виник випадок підвішеного парламенту, де правляча коаліція «Хорватія росте» здобула 56 місць у 10 виборчих округах на території Хорватії та 3 місця серед представників національних меншин (Володимир Білек, Велько Кайтазі і Ерміна Лекай Прляскай), що дало їй загалом 59 місць. Опозиційна «Патріотична коаліція» зайняла 56 місць у межах Хорватії і всі три місця, виділені для хорватських громадян, які проживають за кордоном, одержуючи рівну з правлячою коаліцією кількість місць. Коаліція Демократичної асамблеї Істрії та Альянсу Примор'я-Горскі Котар, як очікується, стане на бік «Хорватія росте», як і інші 5 представників нацменшин, даючи коаліції прем'єр-міністра Зорана Мілановича 67 місць проти 59 місць опозиційної коаліції Томіслава Карамарка. Третє місце посів МОСТ на чолі з мером Метковича Божо Петровим, який завоював 19 місць, тим самим ставши, як гадають, вирішальним чинником у формуванні наступного уряду Хорватії. Після виборів діяч МОСТ Драго Пргомет заявив, що ні Зоран Міланович, ні Томіслав Карамарко не влаштує їх на посаді прем'єр-міністра і що саме МОСТ буде вирішувати, хто очолить 13-й уряд Хорватії. Деякі представники МОСТ заявляли, що віддають перевагу формуванню уряду національної єдності у складі ХДС, СДП і МОСТ, хоча це і вважається вкрай малоймовірним.

Представництво у 8-му скликанні хорватського парламенту вибороли загалом 17 партій: ХДС (50), СДП (42), МОСТ (19), ХНП (9 + 3 представники меншин), лейбористи (3), ДАІ (3), ХПП-АС (3), ХПП (2), ХСЛП (2), Мілан Бандич 365 (2), ХДАСіБ (2), БПР (1), ХСП (1), «Жива стіна» (1), ХРАСТ (1), ХДХП (1) та реформісти (1).